# Carlo Oliva
Carlo Giovanbattista Oliva (Milano, 10 luglio 1943 – Milano, 24 settembre 2012) è stato un giornalista, conduttore radiofonico, docente, traduttore e scrittore italiano.
Laureato in Filologia classica con Raffaele Cantarella, ha cominciato ad insegnare nel 1967 in alcuni licei periferici milanesi, seguendo una traiettoria centripeta che attraverso numerose scuole lo ha portato al liceo Parini dove ha passato gli ultimi 13 anni di docenza. La passione per il proprio mestiere lo ha portato ad occuparsi di problemi dell'insegnamento, dell'istituzione scolastica e della condizione giovanile contribuendo con alcuni saggi su Ombre rosse, Quaderni Piacentini e Linus.
In gioventù ha fatto parte del movimento studentesco e ha militato in Lotta Continua.
Dal 1986 ha collaborato stabilmente con la testata A - Rivista Anarchica.
Ha fatto parte della direzione della Società di Cultura Metodologico-Operativa insieme all'amico Felice Accame. Insieme sono andati in onda per più di 20 anni sulle frequenze di Radio Popolare nella trasmissione "La caccia, caccia all'ideologico quotidiano" su Radio Popolare. Per la stessa emittente ha curato la striscia "Gialloliva", dove recensiva libri gialli. Appassionato del genere, è stato a sua volta autore e traduttore di questo genere di letteratura.
Caso a sé stante è Il mistero del vaso cinese scritto a 6 mani con Massimo Cirri e Sergio Ferrentino e realizzato come volume da Sperling & Kupfer, come fumetto su Linus e come radiogiallo in diciassette puntate in onda (1992/3) su Radio Popolare.
È scomparso nel 2012 all'età di 69 anni. Le ceneri sono state tumulate al cimitero di Greco, in una celletta.